# Soleuvre
Soleuvre (luxembourgeois et allemand : Zolwer) est une section de la commune luxembourgeoise de Sanem située dans le canton d'Esch-sur-Alzette.
La gare de Belvaux-Soleuvre est située à proximité.

## Histoire

### Toponymie
793: Zolveren, 1135: Zolvere, 1192: Zolveren, 1236: Soloeure, 1236: Celobrio, 1387: Soulueur, 1387: Solueuvre.